# Оболенский, Александр Петрович
Князь Александр Петрович Оболенский (30 декабря 1781 (10 января 1782), Москва — 18 апреля 1855, Москва) — русский сенатор, калужский губернатор (1825—1831), участник Наполеоновских войн.

## Биография
Сын князя Петра Александровича Оболенского (1742—1822) от его брака с княжной Екатериной Андреевной Вяземской (1741—1811). Родной брат князя Василия Оболенского, двоюродный брат князя Андрея Вяземского. Детство и юность провёл в родительском доме, получив домашнее воспитание. В 1798 году был привезён отцом в Петербург.
Несмотря на желание юного князя поступить на военную службу, отец записал сына в иностранную коллегию. Но не прошло и несколько месяцев, вспоминает князь, как императору показалось, что дворяне избегают военной службы. А потому, приказав подать себе список служащих по иностранной коллегии, собственноручно наметил из числившихся в ней 12 человек к определению штандарт-юнкерами в конную гвардию. Таким образом князь Оболенский поступил в Лейб-гвардии Конный полк, где в 1801 году был произведён в корнеты, а в сентябре следующего года в поручики. В декабре того же года по личным соображениям вышел в отставку и не состоял ни на какой службе в течение пяти лет, проживая почти безвыездно в отцовском имении Троицком близ Москвы.
В 1807 году, с чином капитана, вновь определился на военную службу и был зачислен в Ингерманландский драгунский полк, находившийся тогда в Пруссии. Генерал Д. С. Дохтуров (женатый на сестре князя, Марье Оболенской) назначил его своим адъютантом. С этим полком Оболенский 24 мая 1807 года принял участие в занятии Ломитена. За тот бой ему была пожалована золотая шпага с надписью «за храбрость». Также принял активное участие в сражениях под Гейльсбергом и под Фридландом, за участие в которых был награждён орденом Святого Владимира 4 степени и произведён в майоры.
По окончании военных действий в феврале 1809 года вышел опять в отставку с чином подполковника, а в следующем месяце повенчался с Аграфеной Юрьевной — старшей дочерью Ю. А. Нелединского. Тогда же был определён ко двору великой княгини Екатерины Павловны в звании камер-юнкера, с переименованием в чин надворного советника и с причислением к ведомству путей сообщения, в котором состоял супруг великой княгини — принц Ольденбургский.
Приказом от 1 сентября 1809 года снова был определён в лейб-гвардии Конный полк штабс-ротмистром с назначением адъютантом к принцу Ольденбургскому, занимавшему в то время пост генерал-губернатора тверского, новгородского и ярославского, и князю, таким образом, с конца 1809 до начала 1812 года прошлось жить в Твери.
Пребывание в Твери стало одним из наиболее приятных моментов жизни князя, так как он нередко встречался с августейшими особами и вёл тихую жизнь во дворце тверского генерал-губернатора, куда не раз съезжалось лучшее общество обеих столиц и где нередко бывал сам Александр I. Война 1812 года, отозвавшая принца Ольденбургского в действующую армию, заставила и князя проситься на театр военных действий. В качестве адъютанта принца он получил разрешение приехать в Вильну, где находился принц, но царь отправил его обратно в Петербург ко двору великой княгини Екатерины Павловны. Когда Екатерина Павловна решила на собственные средства (500 тысяч рублей) сформировать батальон, то поручила дело его сформирования и командования Оболенскому.
1 ноября 1812 года сформированный егерский батальон провёл смотр в Ярославле и отправился под командой князя, только что произведённого в полковники, к действующей армий, которая тогда уже преследовала Наполеона. В апреле 1813 года князь с батальоном прибыл в Дессау, где находилась в то время главная квартира главнокомандующего. Здесь князь получил письмо великой княгини Екатерины Павловны, из которого узнал, что по ходатайству сестры императора, во внимание к памяти усопшего в декабре принца Ольденбургского, Александр I повелел зачислить князя А. П. Оболенского со дня кончины принца в свои флигель-адъютанты с оставлением его командиром батальона. В апреле того же года князь с батальоном успел отличиться в сражении при Лютцене, получив пулевое ранение, но овладев деревней Грос-Гертен, за что Оболенский был награждён орденом Святого Георгия 4 степени.
Весь остаток 1813 года князь с своим батальоном провёл в военных операциях и не раз принимал деятельное участие в боях и наиболее отличился в Кульмском сражении, давшем ему орден Святой Анны 2 степени, и в сражении под Лейпцигом, за которое получил орден Святой Анны 2 степени с алмазными украшениями. Когда батальон прибыл вместе с действующей армией во Франкфурт-на-Майне, царь приказал причислить его к Гренадерскому Корпусу, в составе которого он и принимал участие в походах 1814 года.
В марте 1814 года князя испросить отпуск по состоянию здоровья, не дождавшись торжественного занятия русскими войсками Парижа. В мае того же года он вернулся в полк, однако в июне батальон был распущен и отправлен обратно в Россию. Князь временно остался при великой княгине, которую сопровождал в Вену, куда прибыл и император. В Вене Оболенский выхлопотал себе отпуск и в декабре 1813 года прибыл в Тверь, где отдал последний приказ батальону, вернувшемуся на родину в числе 418 человек и потерявшему в походах 294. В марте 1815 года он был вызван в Вену в императорскую главную квартиру, где получил назначение состоять при великой княгине до её возвращения в Россию (в мае-сентябре она путешествовала по Европе). В сентябре получил отпуск и вернулся в Москву. В декабре вышел в отставку, подходящей гражданской должности не нашёл и уехал в свою деревню.
Малообеспеченное положение и заботы о большой семье, состоявшей к тому времени из 10 детей, заставили князя вновь хлопотать о службе. В феврале 1825 года, в чине статского советника, был определён гражданским губернатором в Калугу. В этой должности пробыл около семи лет. В 1826 году был произведён в действительные статские советники, а в 1831 году – в тайные; кроме того в 1829 году был награждён орденом Святой Анны 1 степени.
1 октября 1831 года оставил пост калужского губернатора, так как получил назначение в Москву, к присутствованию в 1-м отделении 6-го департамента Сената, а в ноябре того же года был назначен почётным опекуном Московского опекунского совета. В 1832 году был перемещён к присутствованию в гражданском 8-м департаменте Сената, и на него было возложено управление учреждённым Военно-сиротским училищем; в октябре того же года был утверждён совестным судьёй московского совестного суда. В январе 1833 года был назначен членом совета, учреждённого при московском училище ордена Святой Екатерины, и управляющим Александровским женским училищем. Позже почётный опекун Николаевского сиротского института (1837—1855).
В 1835 году был награждён орденом Святой Анны 1-й степени с императорской короной, а в 1838 году орденом Святого князя Владимира 2-й степени. В 1839 году он был перемещён к заседанию из 8-го в 7-й департамент Сената, а в 1845 году – к присутствованию в 8-й департамент. Наконец, в 1852 году, ввиду преклонных лет, он был включён в число "неприсутствующих сенаторов".
За ревностную службу в звании сенатора и почётного опекуна князь был произведён в действительные тайные советники и жалован орденами до ордена Святого Владимира 1 степени включительно и знаком беспорочной службы за 30 лет. В 1854 году, во время сбора ополчения по случаю начавшихся военных действий на юге России, калужское дворянство, помня и чтя прошлые заслуги князя, избрало его начальником губернского ополчения, однако он отказался по причине преклонного возраста.
18 апреля 1855 года скончался в Москве. Погребён на кладбище Лаврентьева монастыря, близ Калуги.
- Орден Святого Владимира 4-й степени (1807 год)
- Орден Святого Владимира 3-й степени
- Орден Святого Владимира 2-й степени (1838 год)
- Орден Святого Владимира 1-й степени
- Орден Святого Александра Невского (1845 год)
- Алмазные знаки к ордену Святого Александра Невского (1848 год)
- Орден Белого орла (1841 год)
- Золотая шпага «За храбрость» (18 мая 1808 года)
- Орден Святого Георгия 4-й степени (15 сентября 1813 года)
- Орден Святой Анны 2-й степени с алмазами (1813 год)
- Орден Святой Анны 1-й степени (1829 год)
- Знак императорской короны к ордену Святой Анны 1-й степени (1835 год)
- Знак беспорочной службы за XXX лет

иностранные:
- Австрийский орден Святого Стефана рыцарский крест (1814)
- Прусский Орден За заслуги (Pour le Merite)
- Прусский Орден Красного Орла

## Семья
Первая жена (с 4 апреля 1809 года) — Аграфена Юрьевна Нелединская-Мелецкая (1789—1828), старшая дочь Юрия Александровича Нелединского (1751—1828) от брака его с княжной Екатериной Николаевной Хованской (1762—1813). Сначала сватовство Оболенского шло не очень удачно, Аграфена Юрьевна долго сомневалась, но поддавшись на уговоры друзей и родных, согласилась. По словам князя П. А. Вяземского, она «не была красавицей, роста небольшого, довольно плотная, но глаза и улыбка её были отменно и сочувственно выразительны; в них было много чувства и ума, вообще было много в ней женственной прелести. В уме её было сходство с отцом: смесь простосердечия и весёлости, несколько насмешливой. Она очень мило пела; романсы отца её, при её приятном голосе, получали особую выразительность».
Будучи женой губернатора, пользовалась любовью и уважением всех слоёв губернского общества. Влияние княгини Оболенской было так сильно, что она в короткое время успела примирить все разнородные слои его. Изгнав всякую роскошь в одежде (сама она носила всегда ситцевые платья), в пище и во всей домашней обстановке, княгиня умела уравнять, так сказать, все состояния и упростить все сложные условия провинциального этикета. Умерла в 1828 году от воспаления лёгких через два дня после отца, в том же доме в Калуге. Была воспета в стихах Жуковским, Гоголь в 1846 году писал, что никто в городе не может вспомнить о ней без слёз, и до сих пор ещё повторяют: «Нет, не будет другой никогда княгини Оболенской». В браке имела детей:
- Георгий Александрович (16.07.1810[6]—08.12.1810[7])
- Софья Александровна (род. и ум. 1810)
- Екатерина Александровна (1811—1843), фрейлина, с 1831 года замужем за графом Валерианом  Зубовым (1804—1857), внуком А. В. Суворова.
- Андрей Александрович (1814—1855)
- Елизавета Александровна (1815—1852), замужем за Павлом Александровичем Евреиновым (1805—1857).
- Василий Александрович (1817—1888), женат с 18 октября 1839 года[8] на княжне Александре Павловне Голицыной (1819—1897), внучке князя С. Ф. Голицына.
- Варвара Александровна (1819—1873), с 1838 года замужем за Алексеем Александровичем Лопухиным (1813—1872).
- Сергей Александрович (1819—1882), шталмейстер, с 1842 года женат на Наталье Владимировне Мезенцевой (1820—1895), дочери В. П. Мезенцева. В 1870 году ему разрешено было принять фамилию Оболенского-Нелединского-Мелецкого.
- Фёдор Александрович(род. и ум. 1820)
- Михаил Александрович (1821—1886), сенатор, тайный советник.
- Дмитрий Александрович (1822—1881), сенатор, писатель и мемуарист.
- Аграфена Александровна (1823—1891), фрейлина.
- Юрий Александрович (1825—1890)
- Владимир Александрович (род. и ум. 1827).

Вторая жена (с 1838 года) — княжна Наталья Петровна Оболенская (17.09.1807—04.02.1887), дочь князя Петра Николаевича Оболенского (1760—1833) от брака его с Анной Евгеньевной Кашкиной (1778—1810); внучка Е. П. Кашкина. Была «высокая и стройная брюнетка, степенная и благоразумная и обладала врождённой большой находчивостью во всех светских положениях». Овдовев, жила в собственном доме на Золотарёвской улице в Калуге, где состояла во главе нескольких благотворительных организаций. С середины 1850-х годов у неё проживал с семьёй её родной брат Евгений, прощённый декабрист. В конце жизни была очень богомольной, никуда не выезжала, но ежедневно ездила в церковь. Вся прислуга в её доме была такая же старая, как бы обросшая мхом, как и сама их госпожа. С детьми мужа от первого брака она не ладила. Не имея своих детей, воспитала, как дочь, свою племянницу Наталью Сергеевну Оболенскую (1841—1913, замужем за А. М. Жемчужниковым), назначив её своей наследницей.